# 词位
词位（英語：lexeme）是词的意义的基本抽象单位，是一组通过形态变化相联系的词的集合。例如 、 和  都属于同一个词位，可标识为 RUN 。词位也是词法学分析中，指代相同词根、不同形式的一组词的单位。
词目（英語：lemma）是词位按惯例确认的典型形式。例如词位 RUN 的词目是 run。词目是词典的基本查检单位和解释对象，位于词条首位，不规则的形态变化、不常见的其他形式常在词条以下列出。不过，有的语言学字典视两者为同样的概念。

## 概述
词位的概念是词法学的核心，是定义该领域其他概念的基础。比如屈折变化和派生变化的不同之处就可以通过词位来阐述：
- 屈折是关于一个词位与其不同形式的变化。
- 派生是关于一个词位与另一个词位的变化。

词位在一个特定的句法范畴中有特定的语义学意义，或者说有对应的屈折变化形式。比如词位 RUN 有现在时第三人称单数形式 runs，过去式 ran 和现在分词形式 running（不包括 runner, runners, runnable 这些）。语法，如主谓一致、时态等等，规定了词位不同形式的使用方法。

## 分解
词位一般由更小的单位——词素构成，包括词根、派生语素、屈折语素等等。词根是最主要的，表示词的语义内容。
词根和派生语素合称詞幹。词干+末尾（desinence）的分解常用来研究屈折变化。派生语素、屈折语素都可以是词缀。